# Charles Jenkinson, 3. hrabě z Liverpoolu
Charles Cecil Pope Jenkinson, 3. hrabě z Liverpoolu (Charles Cecil Pope Jenkinson, 3rd Earl of Liverpool, 3rd Baron Hawkesbury, 9th Baronet Jenkinson of Hawkesbury) (29. května 1784 – 3. října 1851) byl britský politik a dvořan, mladší syn dlouholetého ministra obchodu 1. hraběte z Liverpoolu, politicky náležel k toryům. Od dětství patřil ke královskému dvoru, poté zastával nižší funkce ve státní správě a diplomacii, jako dobrovolník se zúčastnil bitvy u Slavkova. Jeho nevlastní starší bratr Robert Jenkinson, 2. hrabě z Liverpoolu byl dlouholetým britským premiérem (1812–1827). Po něm zdědil titul hraběte (1828) a v letech 1841–1846 byl nejvyšším hofmistrem Spojeného království.

## Životopis
Narodil se jako mladší syn dlouholetého ministra obchodu 1. hraběte z Liverpoolu a jeho druhé manželky Catherine Cope, rozené Bisshopp (1744–1827). Již jako dítě byl od roku 1793 pážetem u dvora, poté krátce sloužil v námořnictvu a mezitím studoval v Oxfordu. V letech 1803–1804 pracoval jako písař na ministerstvu zahraničí, ve funkcích tajemníka ministra vnitra (1804) a státního podsekretáře vnitra (1807–1809) byl přímým podřízeným svého staršího bratra Roberta. V letech 1804–1807 byl tajemníkem vyslanectví ve Vídni, jako dobrovolník krátce sloužil v rakouské armádě a zúčastnil se bitvy u Slavkova. V letech 1807–1828 byl členem Dolní sněmovny za stranu toryů, po odchodu z ministerstva vnitra byl v letech 1809–1810 státním podsekretářem války a kolonií. Po smrti staršího bratra zdědil v roce 1828 titul hraběte z Liverpoolu a přešel do Sněmovny lordů. V Peelově vládě byl v letech 1841–1846 lordem nejvyšším hofmistrem Spojeného království, od roku 1841 byl též členem Tajné rady. V roce 1845 obdržel velkokříž Řádu lázně. Mimo jiné byl dlouholetým kurátorem Národní galerie (1824–1851).

## Rodina

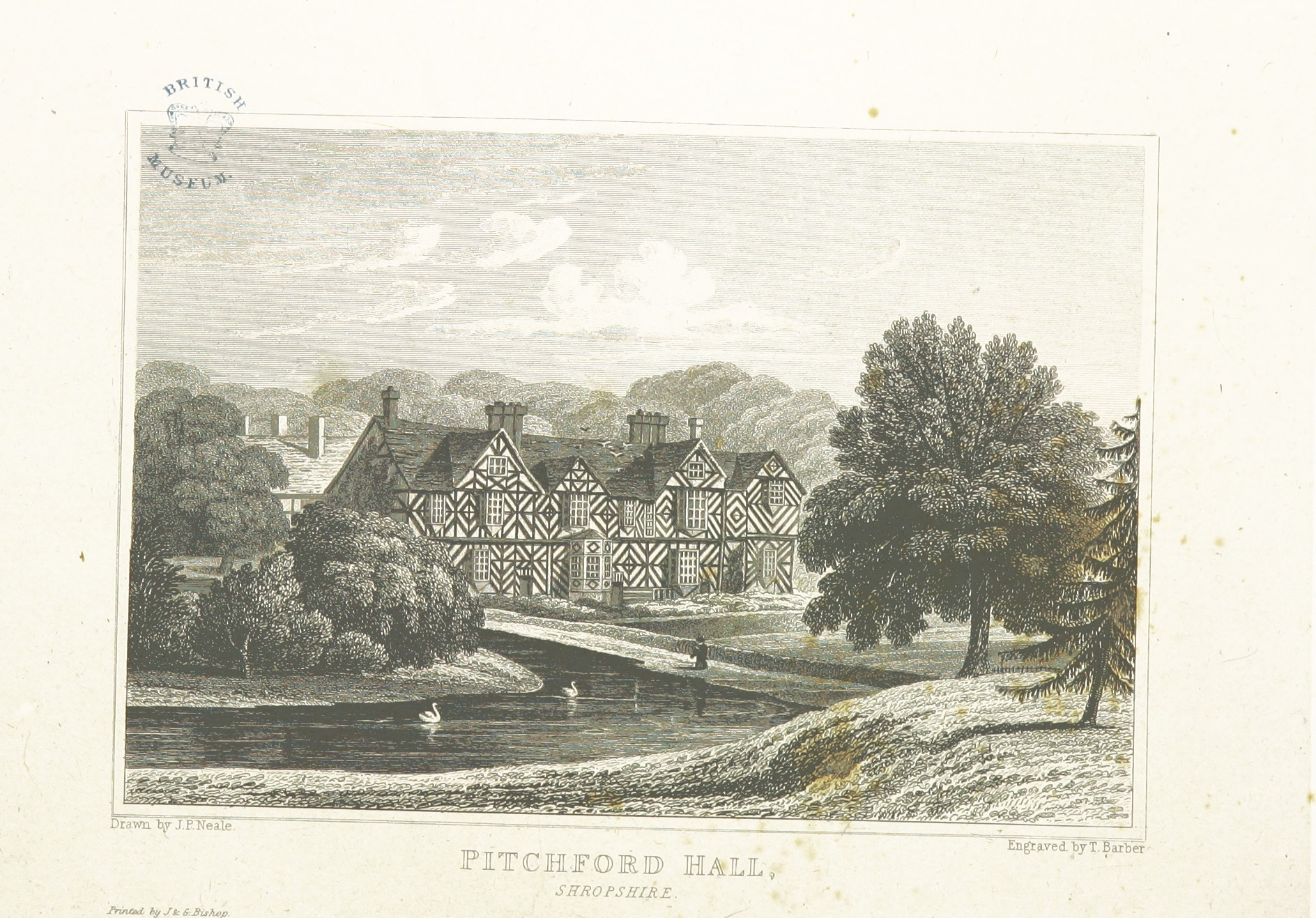
Zámek Pitchford Hall (Shropshire)

Jeho manželkou byla Julia Shuckburgh-Evelyn (1790–1814), dcera matematika a astronoma Sira Georga Shuckburgh-Evelyna. Z jejich manželství pocházely tři dcery provdané do rodin Fitzwilliam, Foljambe a Cotes. Charlesovým úmrtím zanikl titul hrabat z Liverpoolu, zatímco titul baroneta přešel na jeho bratrance Sira Charlese Jenkinsona (1779–1855). Jeho potomstvo užívá titul baroneta dodnes. Titul hrabat z Liverpoolu byl obnoven v roce 1905 pro Charlesova vnuka Cecila Foljambe.
Rodovým sídlem byl zámek Pitchford Hall (Shropshire), který získal 3. hrabě z Liverpoolu v roce 1806 od rodiny Ottley. Tento majetek pak přešel na spřízněnou rodinu Cotes.